# Diecéze abthugnijská
Diecéze Abthugni je titulární diecéze římskokatolické církve, založená roku 1933 a pojmenovaná po starověkém městě Abthugni v dnešním Tunisku. Toto město se nacházelo v provincii Proconsolare. Diecéze byla sufragannou arcidiecéze Cartagine.

## Titulární biskupové
| hodnost          | jméno                        | úřad                                     | od                   | do                |
| ---------------- | ---------------------------- | ---------------------------------------- | -------------------- | ----------------- |
| titulární biskup | Albert Joseph Tsiahoana      | pomocný biskup Diégo-Suarez (Madagaskar) | 10. února 1964       | 13. dubna 1967    |
| titulární biskup | André-Pierre-François Fauvel | emeritní biskup Quimper (Francie)        | 28. února 1968       | 10. prosince 1970 |
| titulární biskup | Felix Alaba Adeosin Job      | pomocný biskup Ibadan (Nigérie)          | 11. března 1971      | 5. října 1974     |
| titulární biskup | Emmanuel Lê Phong Thuận      | biskup koadjutor Cân Tho (Vietnam)       | 6. června 1975       | 20. června 1990   |
| titulární biskup | Leonard Xu Ying-fa, O.F.M.   | pomocný biskup Tchaj-pej (Tchaj-wan)     | 6. října 1990        | 2. března 2003    |
| titulární biskup | Paul Henry Walsh             | pomocný biskup Rockville Centre (USA)    | 3. dubna 2003        | 18. října 2014    |
| titulární biskup | Adelio Pasqualotto           | apoštolský vikář Napo (Ekvádor)          | od 12. prosince 2014 | dosud             |